# ناسه‌نه

ناسه‌نه شهری در شهرستان فارا در استان باله در بورکینافاسوی جنوبی است و جمعیت آن ۷۹۱ نفر است.